# Mars Atmosphere and Volatile Evolution
MAVEN -1 (от англ. Mars Atmosphere and Volatile EvolutioN — «Эволюция атмосферы и летучих веществ на Марсе») — американская автоматическая межпланетная станция для исследования атмосферы Марса, являющийся частью проекта Mars Scout.
Основной целью миссии является изучение современного состояния и эволюции атмосферы Марса, в частности, потери планетой своей атмосферы. Аппарат MAVEN должен провести научные измерения скорости потери атмосферы, что позволит понять, какую роль сыграла потеря в ходе изменения марсианского климата. 
MAVEN станет последней в серии миссий НАСА, предназначенных для поиска и изучения следов воды, органических веществ и «экологических ниш», пригодных для жизни в прошлом Марса.
Общая стоимость проекта MAVEN составляет 671 млн долл.
Двадцатый марсианский аппарат НАСА, начиная с потерянной при запуске в 1964 году межпланетной станции Маринер-3.

## История
15 ноября 2008 года НАСА объявило о принятии проекта MAVEN. Стоимость проекта составляет 485 млн долл.
В октябре 2010 года началось изготовление аппарата. 27 сентября 2011 года было объявлено, что готов корпус аппарата.
В середине августа 2012 года были протестированы двигатели аппарата.
В начале сентября 2012 года было объявлено, что специалисты приступили к сборке аппарата, которая заняла пять месяцев. 9 февраля 2013 года сборка аппарата была завершена. В течение следующих нескольких месяцев аппарат проходил испытания на устойчивость к вибрации, условиям вакуума, экстремально высоким и низким температурам, перегрузкам и космической радиации.
2 декабря 2012 года было проведено рабочее совещание, на котором обсуждалась программа MAVEN. Были представлены программа полёта, характеристики космического аппарата и научные инструменты. Кроме того обсуждался набор данных и научные результаты, которые планируется получить в результате выполнения программы.
5 августа 2013 года аппарат был доставлен в космический центр Кеннеди, где прошла окончательная подготовка к запуску. Проверка показала, что при транспортировке аппарат не получил повреждений, после чего началась сборка. Далее последовали проверки программного обеспечения и системы развертывания солнечных батарей.
В октябре 2013 года из-за начавшегося в США бюджетного кризиса была приостановлена работа государственных органов, коснувшаяся НАСА. В результате возник риск срыва запуска MAVEN в намеченный срок и перенос его на 2016 год. Однако было принято решение, согласно которому миссия MAVEN соответствует критериям, допускающим исключение из режима остановки работы госструктур.
18 ноября 2013 года автоматическая межпланетная станция запущена к Марсу. На орбиту спутника Марса аппарат вышел 22 сентября 2014 года — на три дня раньше индийского аппарата Mangalyaan, хотя MAVEN был запущен на две недели позже.

### История марсианского климата

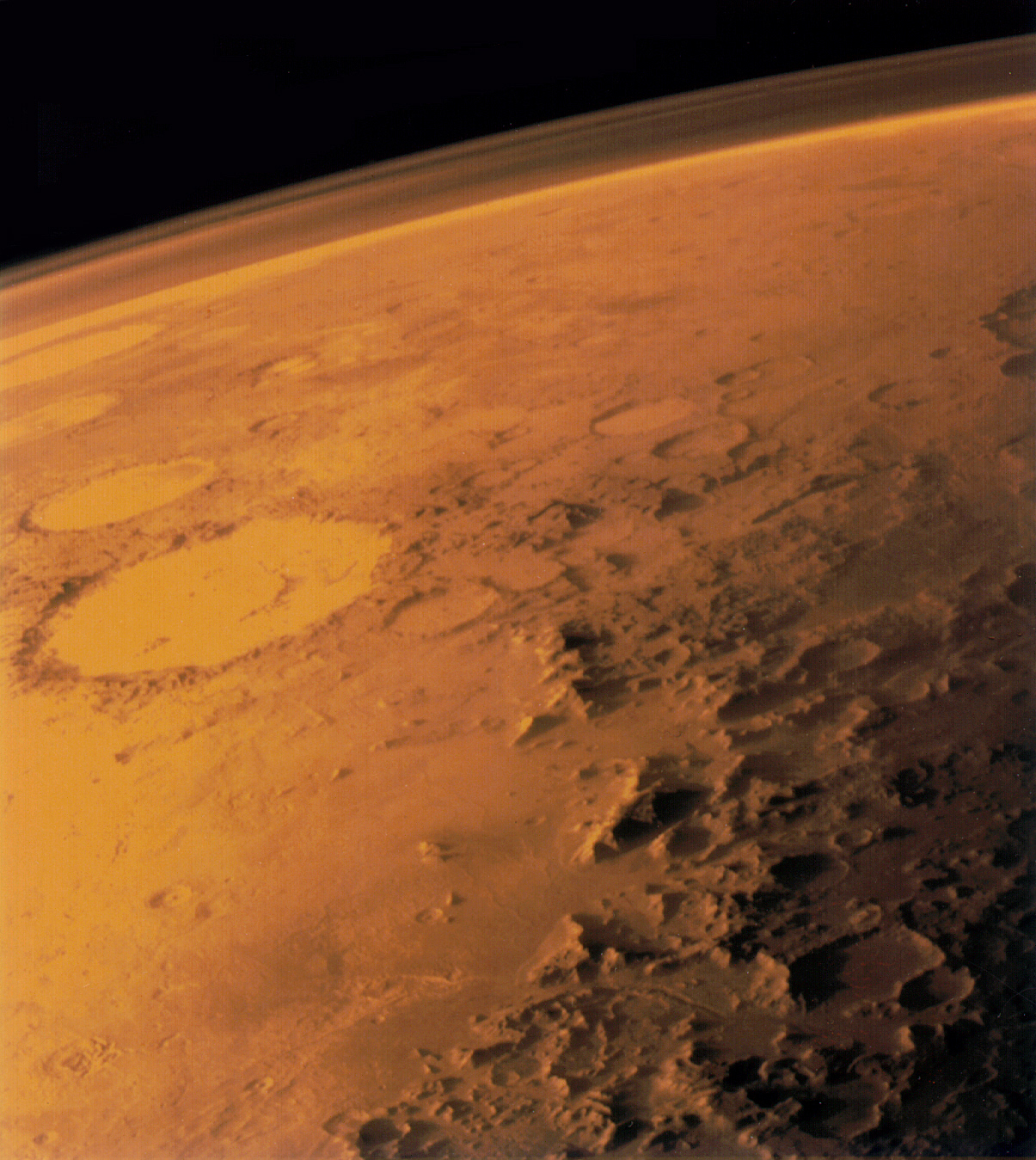
Атмосфера Марса в наши дни, снимок получен аппаратом «Викинг» в 1976 г. Слева виден «улыбающийся кратер» Галле

Предполагается, что некогда Марс обладал гораздо более плотной атмосферой, а на его поверхности длительное время существовала вода в жидком виде. Такая среда, теоретически, могла быть пригодной для существования микроорганизмов, поскольку наличие воды в жидком виде является необходимым фактором для жизни, каковой мы её знаем. Однако, вследствие кардинального изменения климата, большая часть атмосферы была потеряна Марсом. Некоторые геологические особенности, такие, например, как высохшие русла и минералы, формирование которых в земных условиях требует наличия воды, свидетельствуют о наличии в прошлом влаги на Марсе. Кроме того, очень старые кратеры практически стёрты с лица Марса. Современная атмосфера не могла вызвать такого разрушения. Изучение скорости образования и эрозии кратеров позволило установить, что сильнее всего ветер и вода разрушали их около 3,5 млрд лет назад. Приблизительно такой же возраст имеют и многие промоины. Однако, в наши дни условия на марсианской поверхности не позволяют воде существовать в жидком виде. Причины и картина произошедших резких изменений марсианского климата является загадкой.

### Влияние комет на атмосферу Марса
В декабре 2012 года в обсерватории Сайдинг-Спринг (Австралия) была открыта комета C/2013 A1 (Макнота). На момент открытия было установлено, что существует вероятность 1:8000 её столкновения с Марсом 19 октября 2014 года. В этом случае мощность взрыва могла составить 20 млрд мегатонн в тротиловом эквиваленте, который оставил бы кратер диаметром до 500 км. В этом случае могли бы произойти непредсказуемые изменения климата планеты: столкновение на скорости 56 км/с подняло бы в атмосферу гигантское количество пыли, в результате чего мгновенно растаяли и испарились бы огромные объёмы водяного льда и замерзшей углекислоты. Это могло привести к усилению парникового эффекта (водяной пар и углекислота являются мощными парниковыми газами) и глобальному потеплению на Марсе.
В апреле 2013 года НАСА опубликовало новые данные, согласно которым столкновение кометы C/2013 A1 с Марсом маловероятно. По новым оценкам, вероятность этого события составляет 1:120 000 вместо прежних 1:8000. По расчётам комета должна пройти на расстоянии в 110 тыс. км от Марса в 18:51 GMT 19 октября 2014 года. В этом случае размер комы — газовой оболочки вокруг ядра кометы — должен превысить 100 тыс. км, а это значит, что комета затронет газовую оболочку планеты.

## Цели программы
Аппарат MAVEN имеет четыре основные научные задачи:
1. Определить влияние потерь газов на климатические изменения Марса сейчас и в прошлом.
2. Определить текущее состояние верхних слоёв атмосферы и ионосферы Марса и взаимодействия их с солнечным ветром.
3. Определить темпы потери атмосферы, а также факторы, влияющие на этот процесс.
4. Определить соотношения стабильных изотопов в атмосфере Марса. Эти данные могут помочь в исследовании истории марсианской атмосферы.

Кроме того, MAVEN, который выйдет на орбиту Марса за месяц до максимального сближения кометы C/2013 A1 (Макнота) с Марсом, сможет детально исследовать её влияние на марсианскую атмосферу.
Основная научная программа была рассчитана на 1 земной год. В это время зонд MAVEN будет находиться на эллиптической орбите c высотой апоцентра 6000 км и высотой перицентра 150 км, проходя на каждом витке через верхние слои атмосферы
Также будет произведено пять «глубоких проходов» через атмосферу на высоте 125 км. Измерения, полученные в ходе этих манёвров, помогут собрать информацию о хорошо перемешанных нижних слоях, довершая картину верхней части атмосферы Марса.
Дополнительно MAVEN, ресурс которого рассчитан до 2023 года, будет обеспечивать поддержание связи с марсоходами Opportunity и Curiosity, которые в настоящее время получают сигналы с Земли и передают обратно научную и телеметрическую информацию через аппараты «Марс Одиссей» и Mars Reconnaissance Orbiter, запущенных соответственно в 2001 и 2005 годах и постепенно вырабатывающих свой ресурс. Позднее, с 2016 года, MAVEN будет ретранслировать данные с аппарата InSight, с 2018 года — с европейского марсохода проекта «Экзомарс», и с 2020 года — с марсохода Curiosity второго поколения «Марс-2020».

## Научное оборудование

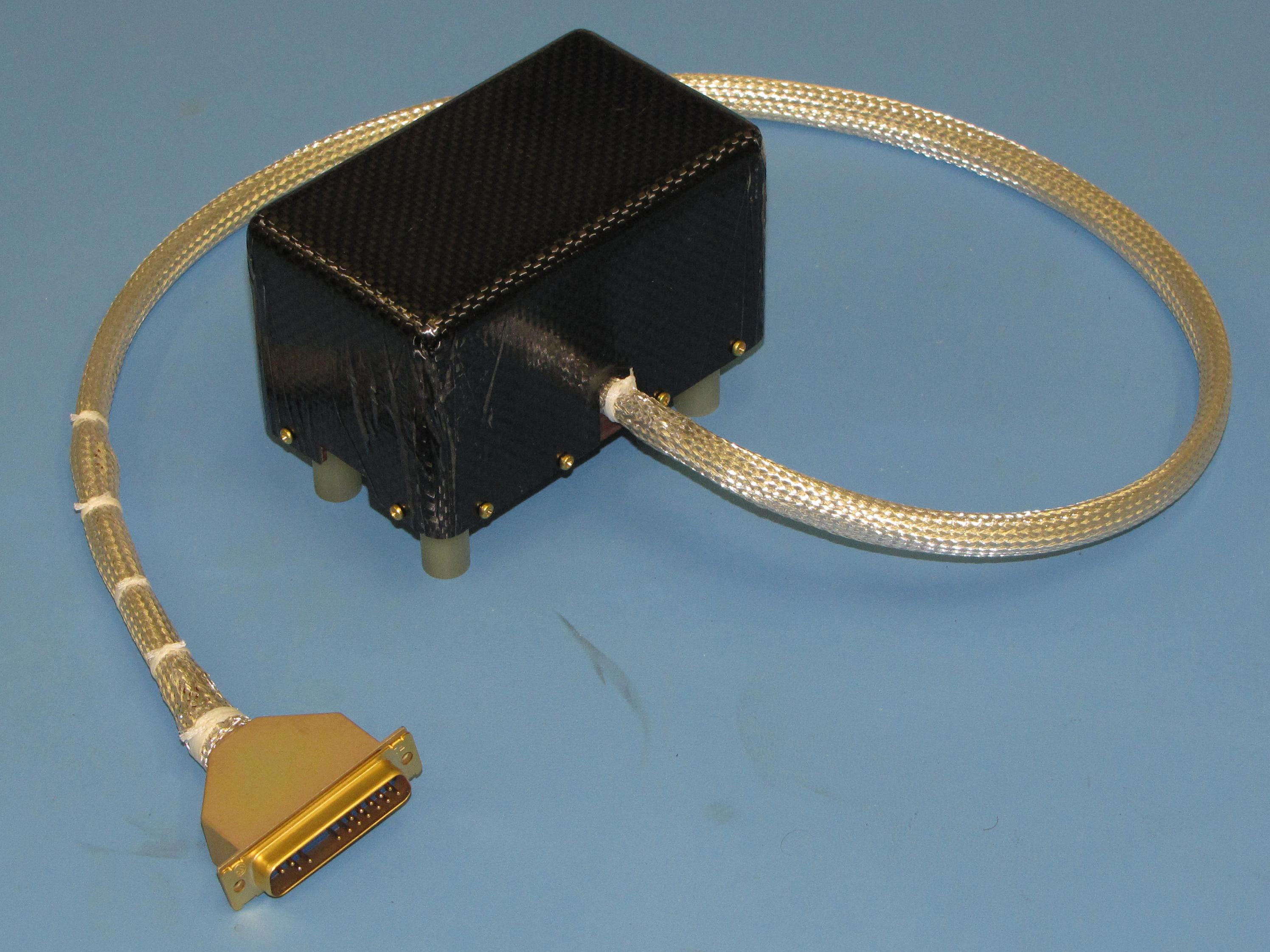
Магнитометр для зонда MAVEN

На аппарате MAVEN установлено 8 приборов, входящих в три набора.
Particles and Fields Package («Набор для изучения частиц и полей») — содержит 6 приборов для исследования характеристик солнечного ветра и ионосферы планеты. Создан в лаборатории космических исследований университета Беркли, штат Калифорния. Четыре прибора изготовлены в самой лаборатории; один создан совместно с лабораторией атмосферной и внеатмосферной физики колорадского университета в Боулдере; ещё один — магнитометр — изготовлен в космическом центре Годдарда.
Список инструментов, входящих в PFP:
- SEP (Solar Energetic Particle — солнечные высокоэнергетические частицы)[16]
- SWIA (Solar Wind Ion Analyzer — Анализатор ионов солнечного ветра)[17]
- SWEA (Solar Wind Electron Analyzer — Анализатор электронов солнечного ветра)[17]
- STATIC (SupraThermal and Thermal Ion Composition — Сверхгорячий и горячий ионный состав)[18]
- LPW (Langmuir Probe and Waves — Датчик ленгмюровских волн)[19]
- MAG (Magnetometer — Магнитометр) — пара индукционных магнитометров[14][20].

Remote Sensing Package (RSP, «Набор дистанционной регистрации»), изготовленный в лаборатории атмосферной и внеатмосферной физики колорадского университета в Боулдере, направлен на определение общих характеристик верхних слоёв атмосферы и ионосферы.
Список приборов, входящих в RFP:
- IUVS (Imaging Ultraviolet Spectrometer — Снимающий Ультрафиолетовый Спектрометр)[21] предназначен для исследования газового состава нижних слоев атмосферы, в частности, для измерения концентрации углекислого газа.

Neutral Gas and Ion Mass Spectrometer (NGIMS, «Нейтральный и ионный масс-спектрометр»), изготовленный в космическом центре Годдарда, предназначен для измерения соотношений концентраций ионов и нейтральных частиц, а также изучения изотопного состава атмосферы.
Радиокомплекс «Электра» обеспечит передачу данных между MAVEN и Землёй со скоростью от 1 Кбайт/c до 2 Мбайт/c.
Бортовым компьютером аппарата является одноплатный компьютер RAD750.
Непосредственным поиском следов жизни, которыми занят марсоход Curiosity, MAVEN заниматься не будет. В составе его оборудования отсутствует детектор, позволяющий обнаружить присутствие метана. Первоначально этот прибор был запланирован, но сокращение бюджета заставило разработчиков отказаться от него.

## Программа полёта
18 ноября 2013 года в 13:28 EST (18:28 UTC) состоялся запуск ракеты-носителя Атлас-5 (конфигурация 401) с аппаратом MAVEN на борту, со стартовой площадки SLC-41, мыс Канаверал.
22 сентября 2014 в 02:24 UTC, после 10 месяцев полёта, MAVEN вышел на эллиптическую орбиту вокруг Марса (высота апоцентра — 6000 км; высота перицентра — 150 км).
За следующие 6 недель MAVEN будет переведён на окончательную целевую орбиту; также будут произведены проверка научного оборудования и тестовые измерения.
Ресурс MAVEN рассчитан до 2023 года.

## Результаты
5 ноября 2015 года учёные НАСА, основываясь на результатах зонда MAVEN, сообщили, что солнечный ветер отвечает за потерю Марсом атмосферы на протяжении многих лет, так как экранирующий эффект глобального магнитного поля был потерян вследствие охлаждения планеты.
В 2017 году факт диссипации атмосферы был подтверждён, а также (вновь на основании данных MAVEN) уточнено, что таким образом рассеялось не менее 66 % её объёма.

## Галерея

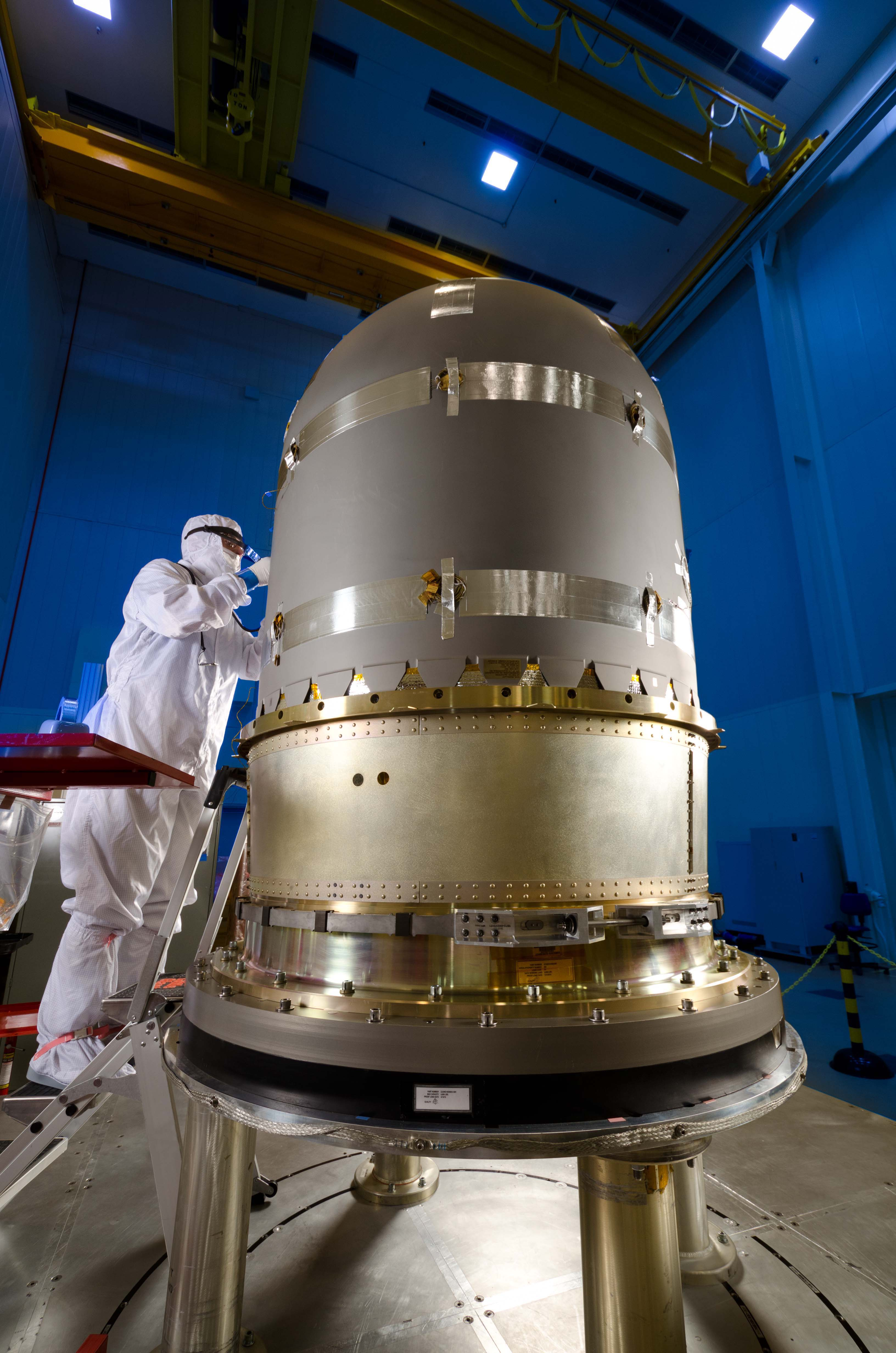
Подготовка зонда MAVEN
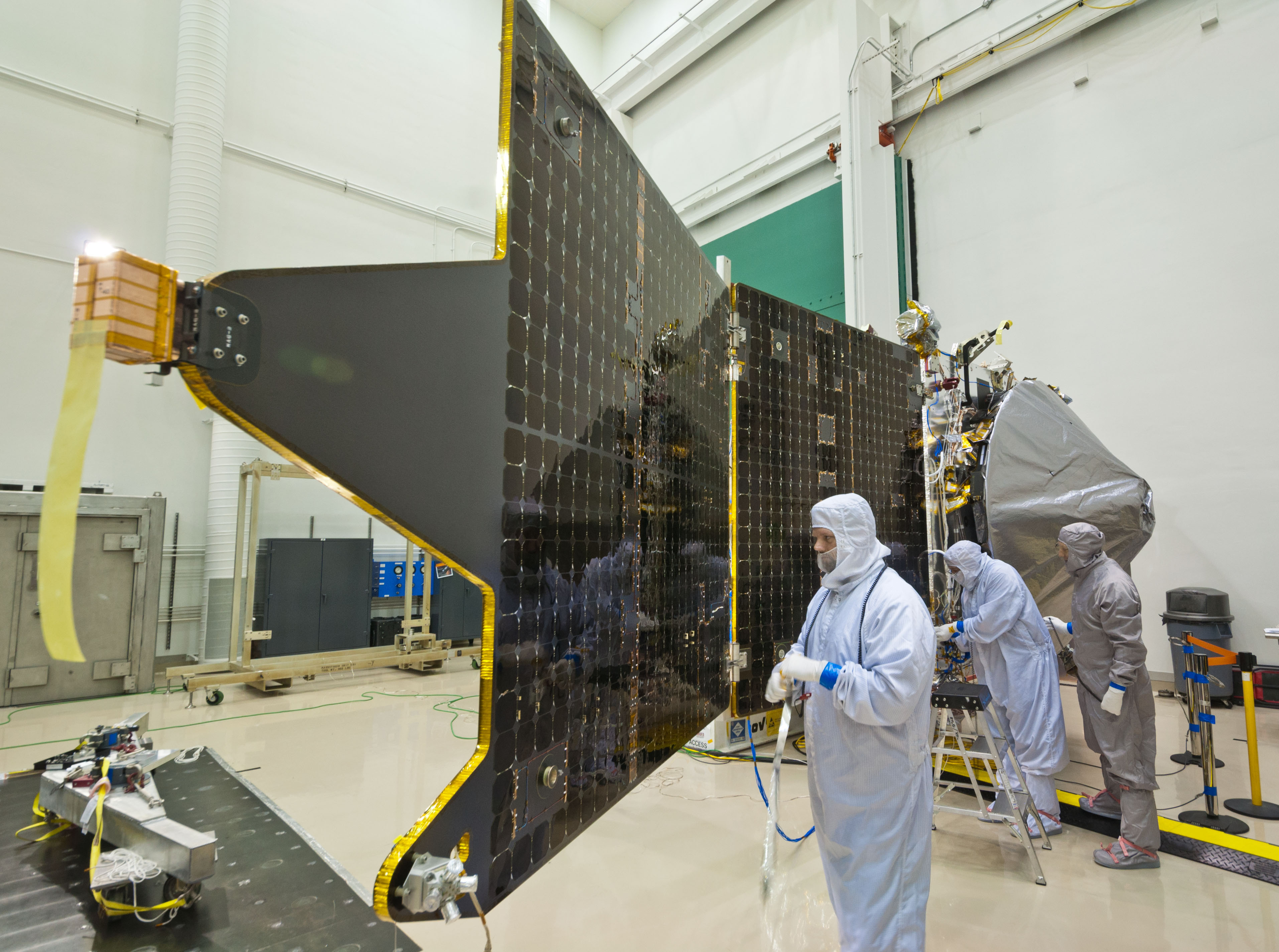
MAVEN в процессе сборки
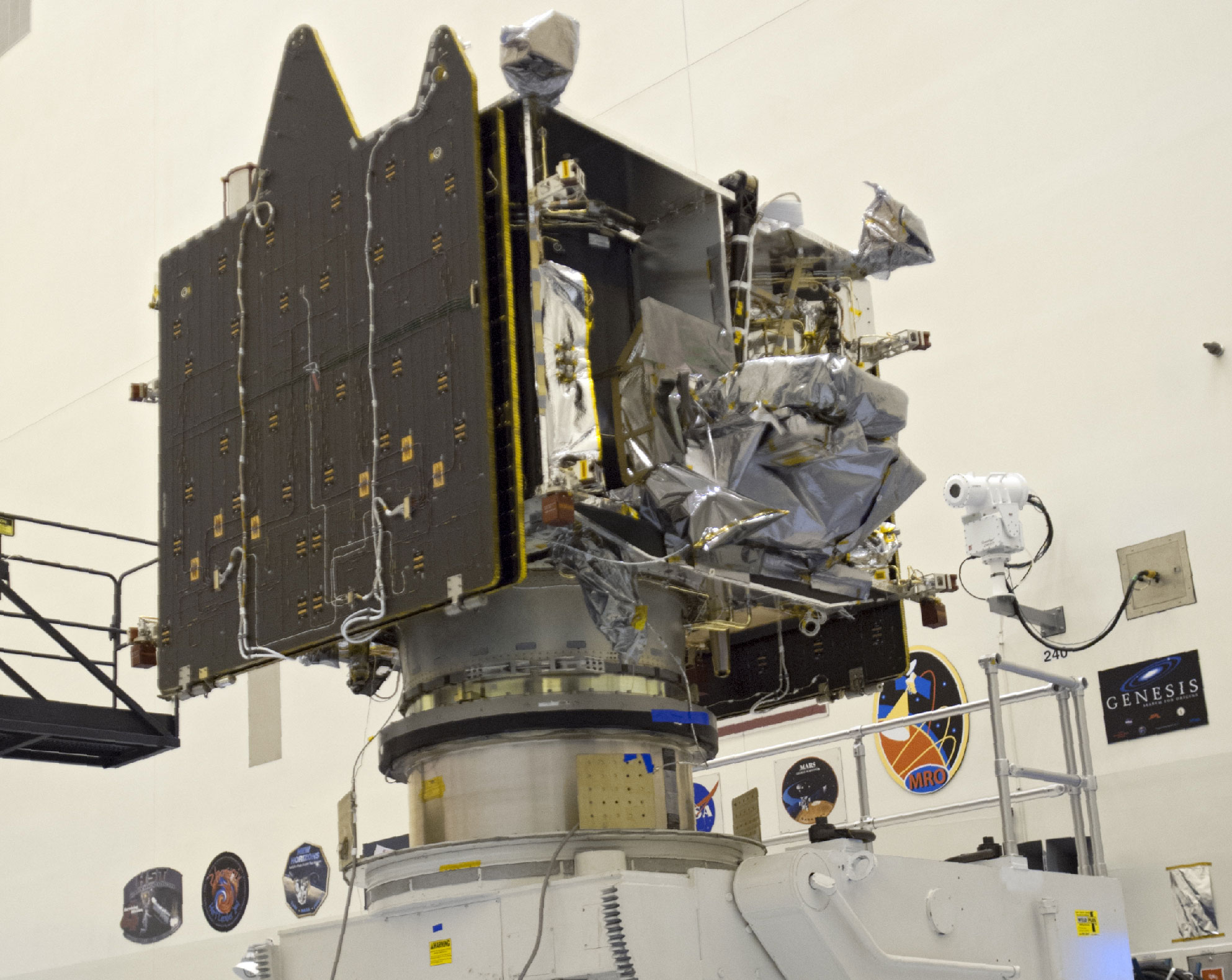
Проверка MAVEN после доставки в космический центр Кеннеди
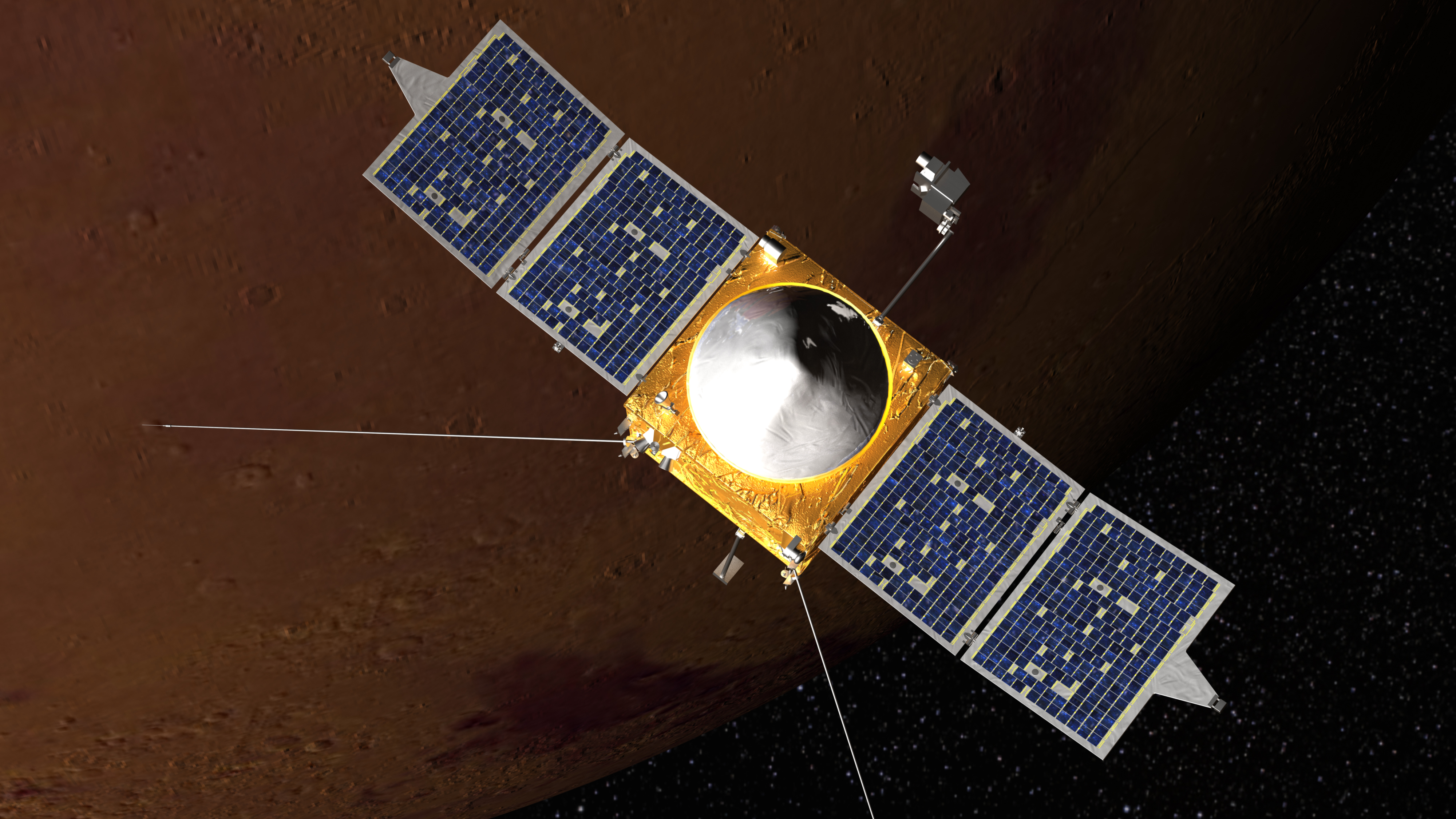
MAVEN на орбите Марса, рисунок